# Laércio Soldá
Laércio Soldá (Marau, 22 marzo 1993) è un ex calciatore brasiliano, di ruolo difensore.

## Caratteristiche tecniche
È un difensore centrale.

## Carriera
Cresciuto nel settore giovanile del Lajeadense, nel 2012 è stato ceduto in prestito all'Helsingborg non riuscendo tuttavia ad esordire. Rientrato in Brasile, ha debuttato fra i professionisti il 17 febbraio 2013 giocando l'incontro del Campionato Gaúcho vinto 3-0 contro il Santa Cruz-RS. Negli anni seguenti si è alternato fra campionato di Rio Grande do Sul e Série D con Lajeadense, Caxias e Boa Esporte fino al 2020 quando è stato acquistato dal Santos. L'11 ottobre dello stesso anno ha esordito nel Brasileirão giocando l'incontro casalingo vinto 2-1 contro il Grêmio.